# Ткаченко, Василий Гаврилович
Василий Гаврилович Ткаченко (25 февраля 1914, село Времевка, Мариупольский уезд, Екатеринославская губерния, Российская империя — 30 апреля 1983, село Времевка, Волновахский район, Донецкая область, Украинская ССР) — заведующий свиноводческой фермой колхоза «Украина» Великоновосёлковского района Донецкой области, Украинская ССР. Герой Социалистического Труда (1966).

## Биография
Родился в 1914 году в крестьянской семье в селе Времевка Мариупольского уезда. С раннего возраста трудился в сельском хозяйстве. С 1920 года трудился в местной сельскохозяйственной артели (в последующем — колхоз «Червона квитка», в послевоенное время — «Украина») Велико-Новосёлковского района. В 1936—1938 годах служил в Красной Армии. После армии окончил курсы бригадиров в Славянске, затем трудился избой-лабораторией в родном колхозе до призыва в 1941 году в Красную Армию по мобилизации. Участвовал в Великой Отечественной войне с июня 1942 года. Воевал шофёром в составе 264-го отдельного автотранспортного батальона 61-й Армии. Сражался при обороне Сталинграда, освобождал Варшаву. Войну окончил в Берлине. По окончании войны служил в составе Группы советских оккупационных войск при штабе военной администрации в Берлине. После демобилизации возвратился на родину, глее продолжил трудиться в родном колхозе.
С 1948 года — заведующий свиноводческой фермой, которая занималась опоросом и приёмом поросят. За годы Семилетки (1959—1965) труженики фермы ежегодно показывали высокие трудовые результаты в свиноводстве. На начало завершающего года Семилетки на ферме содержалось около 1200 свиней. В этом году на ферме было получено в среднем от каждой свиноматки по 19 поросят. Указом Президиума Верховного Совета СССР от 22 марта 1966 года удостоен звания Героя Социалистического Труда за «достигнутые успехи в развитии животноводства, увеличении производства и заготовок мяса, молока, яиц, шерсти и другой продукции».
С 1946 года неоднократно избирался депутатом Великоновосёлковского поселковского Совета депутатов трудящихся и в 1969 году — делегатом III Всесоюзного съезда колхозников.
После выхода на пенсию проживал в родном селе Времевка. С 1969 года — персональный пенсионер союзного значения. Умер в апреле 1983 года. Похоронен на местном сельском кладбище.

## Награды
- Герой Социалистического Труда
- Орден Ленина
- Медаль «За боевые заслуги» — дважды (28.12.1944; 16.07.1946)